# Bió de Solos
Bió (en grec antic: Βίων, llatí: Bion fou un escriptor de l'antiga Grècia esmentat per Diògenes Laerci com a autor d'una obra sobre Etiòpia (Αἰθιοπικά), alguns fragments de la qual s'han conservat a l'obra de Plini el Vell i a la d'Ateneu de Naucratis. Era natural de Solos (Cilícia).
Plutarc parla d'un Bió que diu que recull una tradició sobre les amàzones, i Agàcies cita un Bió a qui atribueix una historia d'Assíria, però no és segur que es tracti del mateix personatge. Varró esmenta Bió de Solos com escriptor sobre agricultura i ho confirma també Plini. Alguns autors creuen que Bió de Soli és la mateixa persona que Cecili Bió. La seva època és desconeguda.

## Teferències
1. ↑  3.Bion a: William Smith (editor), A Dictionary of Greek and Roman biography and mythology. Vol. I. Boston: Little, Brown & Comp., 1867, p. 488